# Volta a Chihuahua
La Volta a Chihuahua (en castellà: Vuelta a Chihuahua) és una cursa ciclista per etapes que es va disputar a l'estat de Chihuahua, Mèxic, entre el 2006 i el 2011. Des del moment de la seva creació es va integrar a l'UCI Amèrica Tour, primer amb una categoria 2.2 i a partir del 2009 amb una categoria 2.1. El 2010 deixà de formar part del calendari UCI i degut a la crisis econòmica i el conflicte entre el narcotràfic i les autoritats, els organitzadors van substituir-la per un critèrium no oficial. Les fortes despeses per organitzar una cursa internacional de nivell van fer inviable el projecte i pel 2011, darrera edició, la cursa es requalificà com una cursa nacional de 3 etapes. Francisco Mancebo, amb dues victòries, és l'únic ciclista que va repetir victòria.

## Palmarès
| Any  | Vencedor                   | Segon                      | Tercer                      |
| ---- | -------------------------- | -------------------------- | --------------------------- |
| 2006 | Luis Pérez Romero (ESP)    | Jesús Zárate Estrada (MEX) | Fausto Esparza Muñoz (MEX)  |
| 2007 | Francisco Mancebo (ESP)    | Christian Meier (CAN)      | Antonio Aldape Chávez (MEX) |
| 2008 | Francisco Mancebo (ESP)    | Gregorio Ladino (COL)      | Iker Camaño (ESP)           |
| 2009 | Óscar Sevilla (ESP)        | Gregorio Ladino (COL)      | Rui Costa (POR)             |
| 2010 | Alexandre Vinokourov (KAZ) | Andy Schleck (LUX)         | Samuel Sánchez (ESP)        |
| 2011 | Gonzalo Garrido (CHI)      | Luis Pulido Naranjo (MEX)  | Carlos López González (MEX) |